# Bruno Mortari
Bruno Enrico Mortari (São Paulo, 2 de janeiro de 1980) é um ex-basquetebolista e treinador brasileiro, que atualmente comanda o São Paulo.

## Carreira
Bruno Mortari nasceu na cidade de São Paulo, em 2 de janeiro de 1980. Filho de Cláudio Mortari, treinador de basquetebol multicampeão, ingressou em um clube esportivo na infância e logo começou a praticar o basquetebol. De 2008 a 2014, jogou o Novo Basquete Brasil pelo Pinheiros, clube pelo qual conquistou a Liga das Américas em 2013.
No ano de 2018, integrou a comissão do São Paulo como assistente técnico. Em 29 de outubro de 2021, assumiu o cargo de treinador, depois que Cláudio Mortari deixou o clube por motivos pessoais. Em 9 de abril de 2022, consagrou-se campeão da Champions League Américas 2021–22 contra o Biguá, do Uruguai. Nesta competição, o clube comandado por ele venceu todas as partidas que disputou. Este, aliás, foi o primeiro título de Mortari como treinador e o primeiro internacional do São Paulo na modalidade. Na época, afirmou em uma entrevista ao jornal O Estado de S. Paulo que ainda não dimensionou o tamanho da conquista para o projeto do São Paulo e pensa todo dia na possibilidade de repetir o feito do pai, o título do Mundial de Clubes. No comando técnico do São Paulo, foi também vice-campeão da Copa Super 8 de 2021–22 e do Campeonato Paulista de 2022.

## Títulos

### Jogador
Pinheiros
- Liga das Américas: 2013[2]

### Treinador
São Paulo
- Champions League Américas: 2021–22[10]